# Constant Cornips
Constant Cornips (Berg en Terblijt, 19 september 1895 - Kamp Vught, 5 september 1944) was bureauchef van de armenraad in Heerlen en Nederlands verzetsstrijder tĳdens de Tweede Wereldoorlog. Hij was vader van de plaatsvervangend districtsleider in Heerlen van de Limburgse Onderduikorganisatie, LO. Hij is gefusilleerd op de schietbaan van het Kamp Vught, zijn as ligt daar in de crematieput.

## Vóór de Tweede Wereldoorlog
Constant was het zesde van acht kinderen van Johannes Hubertus Antonius Ernest Cornips (* 12 mei 1861 Berg en Terblijt) en Maria Sophia Spronck (* 17 februari 1859 Berg en Terblijt). Gehuwd op 10 mei 1920 in Meerssen met Maria Angelina Kengen (* 21 februari 1900 Ulestraten). Zij hadden drie kinderen. De oudste, Jan (Johannes Hubertus Antonius Ernest, *1921) nam net als zijn vader actief deel aan het verzet. De twee anderen waren Maria Theresia Gerarda (* 1928) en Paula (* 6 maart 1937, overleden op haar geboortedag).
Op 27 april 1915 werd in Heerlen de Armenraad opgericht. Constant Cornips trad daar op 22-jarige leeftijd op 1 oktober 1917 als klerk in dienst en werd er al in 1920 bureauchef. Daarnaast was hij als vrijwilliger secretaris van de Heerlense afdeling van de R.K. Reclasseringsvereniging. Hij stond bekend als een sociaal bewogen en diepgelovige man.

## Tweede Wereldoorlog

### Verzetswerk
Vanwege zijn levensinstelling en zijn vele contacten werd hij aangezocht door de leiding van de Heerlense afdeling van de Limburgse Onderduikorganisatie, die einde 1943 deel werd van de Landelijke Organisatie voor Hulp aan Onderduikers. Door zijn relaties kon hij bijvoorbeeld in veel kledingbehoeften van onderduikers voorzien. Het ging om in hun geheel onderduikende gezinnen (vooral Joden), ontsnapte krijgsgevangenen (vooral Fransen), mannen die niet in Duitsland wilden werken en piloten (zo werden gemakshalve alle bemanningsleden van neergestorte geallieerde vliegtuigen genoemd.).
Zijn zoon Jan Cornips (gymnasium aan het Bernardinuscollege te Heerlen, vanaf 1941 student aan de Economische Hogeschool in Tilburg), had geweigerd de loyaliteitsverklaring te ondertekenen. Om zijn ouders niet in gevaar te brengen was hij in mei 1943 voor de verplichte tewerkstelling naar Duitsland vertrokken. In september lukte het hem vanwege ziekte van zijn vader met hulp van H.J.H. Vreuls van het Heerlense arbeidsbureau, terug te keren. Zijn vader stelde hem aan de districtleider Giel Berix voor., Hij werd de naaste mederwerker van districts-leider Berix en speelde als zodanig een belangrijke rol bij de oprichting van de rayons in het district Heerlen.

### Arrestatie en executie
In de nacht van 23 op 24 april 1944 of op Führers Geburtstag, 20 april 1944 werd de LO-koerier Theo Crijns door landwachters staande gehouden. Hij had belastende papieren bij zich, waaronder een adressenboekje en probeerde daarom te ontsnappen. Maar hij reed zich met zijn fiets vast in het prikkeldraad van de afzetting, waarbij hij zich verwondde. Crijns werd in het ziekenhuis behandeld door de chirurg en verzetsman Karel Clemens van Berckel, die de gewonde kende. De arts pakte diens gezicht zodanig in dat hij niet kon spreken. Een politieagent bracht naar aanleiding van de vondst van het adressenboekje een bezoek aan Constant Cornips met de mededeling dat zoon Jan Cornips zich de volgende dag bij de Sipo moest melden. Jan dook meteen onder in Nijmegen, dat ook bij het LO-gewest Limburg hoorde. Omdat de Sicherheitspolizei hem niet kon vinden, werd vader Constant Cornips gearresteerd en op 2 september 1944 naar Kamp Vught overgebracht.
Op 5 september 1944 (Dolle Dinsdag), vlak voor de opheffing van het kamp, werd Constant Cornips op de als fusilladeplaats gebruikte schietbaan bij Kamp Vught gefusilleerd. Dit was deel van de grootschalige Deppner-executies, die op die dag hun hoogtepunt vonden. Het nog niet bevrijde deel van Nederland was in feeststemming en de Duitsers waren in paniek. Vanuit verschillende gevangenissen werden verzetsmensen naar Vught gebracht en daar vermoord. Er staat nu een gedenkteken met de namen van de 329 mannen die er werden doodgeschoten. Daartoe behoorde ook zijn plaatsgenoot de chirurg Karel van Berckel. Cornips is gecremeerd in het concentratiekamp Vught.
Toen de geallieerden arriveerden, troffen zij een verlaten kamp aan. De overlijdensakte is in oktober 1946 opgemaakt in Heerlen.